# Neuroetologia
Neuroetologia – dział neurobiologii zajmujący się badaniem mechanizmów nerwowych zachowania się zwierząt. Neuroetologia jest stosunkowo młodą, multidyscyplinarną dziedziną nauki łączącą zakresy badań neurobiologii i etologii. Wyodrębniła się jako samodzielna dziedzina w latach 60. i 70. XX wieku. W latach 80. powstało International Society for Neuroethology.